# Kärsämäki
Kärsämäki – gmina w Finlandii, położona w zachodniej części kraju, należąca do regionu Pohjois-Pohjanmaa.